# Collandres-Quincarnon
Collandres-Quincarnon és un municipi francès situat al departament de l'Eure i a la regió de Normandia. L'any 2007 tenia 198 habitants.

## Demografia

### Població
El 2007 la població de fet de Collandres-Quincarnon era de 198 persones. Hi havia 80 famílies, de les quals 24 eren unipersonals (12 homes vivint sols i 12 dones vivint soles), 24 parelles sense fills, 28 parelles amb fills i 4 famílies monoparentals amb fills.
La població ha evolucionat segons el següent gràfic:
Habitants censats

### Habitatges
El 2007 hi havia 114 habitatges, 82 eren l'habitatge principal de la família, 21 eren segones residències i 11 estaven desocupats. 113 eren cases i 1 era un apartament. Dels 82 habitatges principals, 75 estaven ocupats pels seus propietaris, 4 estaven llogats i ocupats pels llogaters i 3 estaven cedits a títol gratuït; 1 tenia una cambra, 4 en tenien dues, 14 en tenien tres, 25 en tenien quatre i 38 en tenien cinc o més. 22 habitatges disposaven pel capbaix d'una plaça de pàrquing. A 38 habitatges hi havia un automòbil i a 39 n'hi havia dos o més.

### Piràmide de població
La piràmide de població per edats i sexe el 2009 era:
| Homes | Edats   | Dones |
| ----- | ------- | ----- |
| 0     | 95 o +  | 0     |
| 0     | 90 a 94 | 0     |
| 0     | 85 a 89 | 0     |
| 4     | 80 a 84 | 4     |
| 12    | 75 a 79 | 0     |
| 0     | 70 a 74 | 0     |
| 12    | 65 a 69 | 8     |
| 0     | 60 a 64 | 0     |
| 0     | 55 a 59 | 8     |
| 8     | 50 a 54 | 8     |
| 12    | 45 a 49 | 0     |
| 8     | 40 a 44 | 8     |
| 4     | 35 a 39 | 8     |
| 4     | 30 a 34 | 0     |
| 4     | 25 a 29 | 12    |
| 4     | 20 a 24 | 0     |
| 4     | 15 a 19 | 0     |
| 4     | 10 a 14 | 12    |
| 8     | 5 a 9   | 4     |
| 4     | 0 a 4   | 4     |

## Economia
El 2007 la població en edat de treballar era de 127 persones, 97 eren actives i 30 eren inactives. De les 97 persones actives 89 estaven ocupades (46 homes i 43 dones) i 8 estaven aturades (4 homes i 4 dones). De les 30 persones inactives 9 estaven jubilades, 16 estaven estudiant i 5 estaven classificades com a «altres inactius».

### Ingressos
El 2009 a Collandres-Quincarnon hi havia 89 unitats fiscals que integraven 225 persones, la mediana anual d'ingressos fiscals per persona era de 19.053 €.

### Activitats econòmiques
Dels 8 establiments que hi havia el 2007, 2 eren d'empreses de construcció, 2 d'empreses de comerç i reparació d'automòbils, 1 d'una empresa de transport, 1 d'una empresa d'informació i comunicació, 1 d'una empresa de serveis i 1 d'una empresa classificada com a «altres activitats de serveis».
Dels 3 establiments de servei als particulars que hi havia el 2009, 1 era una lampisteria, 1 electricista i 1 perruqueria.
L'any 2000 a Collandres-Quincarnon hi havia 9 explotacions agrícoles que ocupaven un total de 464 hectàrees.

## Poblacions més properes
El següent diagrama mostra les poblacions més properes.